# Coupe du monde de course en montagne 2014
Navigation
2013 2015
La Coupe du monde de course en montagne 2014 est la seizième édition de la Coupe du monde de course en montagne, compétition internationale de courses en montagne organisée par l'association mondiale de course en montagne.

## Règlement
Le barème de points est identique à l'année précédente. Le calcul est identique dans les catégories féminines et masculines. Le score final cumule les 4 meilleures performances de la saison. Pour être classé, un athlète doit participer à au moins deux épreuves.
| Classement                                | 1er | 2e  | 3e | 4e | 5e | 6e | 7e | 8e | 9e | 10e | 11e | 12e | 13e | 14e | 15e | 16e | 17e | 18e | 19e | 20e | 21e | 22e | 33e | 24e | 25e | 26e | 27e | 28e | 29e | 30e |
| ----------------------------------------- | --- | --- | -- | -- | -- | -- | -- | -- | -- | --- | --- | --- | --- | --- | --- | --- | --- | --- | --- | --- | --- | --- | --- | --- | --- | --- | --- | --- | --- | --- |
| Points pour les championnats et la finale | 120 | 102 | 90 | 84 | 78 | 72 | 66 | 60 | 54 | 48  | 42  | 37  | 32  | 29  | 26  | 23  | 21  | 19  | 17  | 15  | 13  | 11  | 9   | 8   | 7   | 6   | 5   | 4   | 3   | 2   |
| Points pour les autres courses            | 100 | 85  | 75 | 70 | 65 | 60 | 55 | 50 | 45 | 40  | 35  | 30  | 27  | 24  | 22  | 20  | 18  | 16  | 14  | 12  | 10  | 19  | 8   | 7   | 6   | 5   | 4   | 2   | 2   | 1   |

## Programme
Le calendrier se compose de six courses.
| Nom de la course                    | Distance               | Dénivelé                              | Pays     | Date              |
| ----------------------------------- | ---------------------- | ------------------------------------- | -------- | ----------------- |
| Course du Muttersberg               | 8,4 km                 | +1 160 m                              | Autriche | 8 juin 2014       |
| Montée du Grand Ballon              | 13,2 km () / 9,0 km () | +1 160 m/-110 m () / +850 m/-110 m () | France   | 15 juin 2014      |
| Course de montagne du Grintovec     | 9,6 km                 | +1 975 m                              | Slovénie | 27 juillet 2014   |
| Course de montagne de l'Asitzgipfel | 8 km                   | +1 126 m                              | Autriche | 31 août 2014      |
| Championnats du monde               | 12 km () / 9 km ()     | +1 100 m () / +710 m ()               | Italie   | 14 septembre 2014 |
| Course de Šmarna Gora               | 10 km                  | +710 m/-340 m                         | Slovénie | 4 octobre 2014    |

## Résultats

### Hommes
La course du Muttersberg est remportée par le Kényan Simon Muthoni qui bat l'Italien Alex Baldaccini. Lors de la seconde manche au Grand Ballon, l'Érytréen Petro Mamu fait tomber le record du parcours détenu par Jonathan Wyatt en l'améliorant de près de 2 minutes, en 57 min 36 s. Il devance ses compatriotes Azerya Teklay et Debessay Tsege. Le Kényan Isaac Toroitich Kosgei s'impose au Grintovec dans des conditions piégeuses suites aux récentes pluies. Il bat le skieur-alpiniste Nejc Kuhar tandis qu'un autre Kényan, Francis Wangari, termine troisième. À la course de montagne de l'Asitzgipfel, Petro Mamu bat de près de 2 minutes le sextuple champion du monde Jonathan Wyatt, qui fait son retour à la compétition. Le Suisse David Schneider complète le podium. Mamu établit également un nouveau record du parcours en 45 min 7 s. Les championnats du monde à Casette di Massa sont dominés par les Ougandais qui réalisent un triplé, Isaac Kiprop en tête.  L'Érytréen s'impose lors de la finale à Šmarna Gora et remporte ainsi la Coupe. Le Suisse Schneider termine deuxième et se classe ainsi deuxième, ainsi que Baldaccini qui termine troisième de la course et de la Coupe.
- Championnats et finale (120 points au vainqueur)

| Course                              | Vainqueur              | Deuxième        | Troisième       |
| ----------------------------------- | ---------------------- | --------------- | --------------- |
| Course du Muttersberg               | Simon Muthoni          | Alex Baldaccini | Hirum Wandangi  |
| Montée du Grand Ballon              | Petro Mamu             | Azerya Teklay   | Debessay Tsege  |
| Course de montagne du Grintovec     | Isaac Toroitich Kosgei | Nejc Kuhar      | Francis Wangari |
| Course de montagne de l'Asitzgipfel | Petro Mamu             | Jonathan Wyatt  | David Schneider |
| Championnats du monde               | Isaac Kiprop           | Daniel Rotich   | Kibet Soyekwo   |
| Course de Šmarna Gora               | Petro Mamu             | David Schneider | Alex Baldaccini |

### Femmes
L'Autrichienne Andrea Mayr commence la saison par une victoire à la course du Muttersberg en devançant sa compatriote Sabine Reiner et l'Italienne Valentina Belotti. Cette dernière s'impose ensuite au Grand Ballon. La Hongroise Timea Merényi termine sur la deuxième marche du podium. La favorite locale Mateja Kosovelj domine la course de montagne du Grintovec en terminant à plus de 10 minutes devant sa compatriote Jana Bratina. La Hongroise Merényi complète le podium. Andrea Mayr s'impose à l'Asitzgipfel en battant le record du parcours en 51 min 56 s. Elle devance Mateja Kosovelj et la Kényane Lucy Wambui Murigi. L'Autrichienne remporte son cinquième titre de championne du monde à Casette di Massa. Lucy Wambui Murigi décroche la seconde marche du podium. Andrea Mayr remporte la finale à Šmarna Gora et décroche ainsi un score parfait au classement de la Coupe avec 440 points. La Slovène Majeta Kosovelj termine deuxième et se classe deuxième. Le podium est complété par l'Italienne Alice Gaggi.
- Championnats et finale (120 points au vainqueur)

| Course                              | Vainqueur         | Deuxième           | Troisième          |
| ----------------------------------- | ----------------- | ------------------ | ------------------ |
| Course du Muttersberg               | Andrea Mayr       | Sabine Reiner      | Valentina Belotti  |
| Montée du Grand Ballon              | Valentina Belotti | Tímea Merényi      | Melanie Noll       |
| Course de montagne du Grintovec     | Mateja Kosovelj   | Jana Bratina       | Tímea Merényi      |
| Course de montagne de l'Asitzgipfel | Andrea Mayr       | Mateja Kosovelj    | Lucy Wambui Murigi |
| Championnats du monde               | Andrea Mayr       | Lucy Wambui Murigi | Allie McLaughlin   |
| Course de Šmarna Gora               | Andrea Mayr       | Mateja Kosovelj    | Alice Gaggi        |

## Classements
| Rang          | Nom                    | Course 1 | Course 2 | Course 3 | Course 4 | Course 5 | Course 6 | Points |
| ------------- | ---------------------- | -------- | -------- | -------- | -------- | -------- | -------- | ------ |
| Médaille d'or | Petro Mamu             |          | 100      |          | 100      | 66       | 120      | 386    |
| 2             | David Schneider        | 70       |          |          | 75       |          | 102      | 247    |
| 3             | Alex Baldaccini        | 85       |          |          | 55       |          | 90       | 230    |
| 4             | Mitja Kosovelj         | 55       |          | 65       | 27       |          | 78       | 225    |
| 5             | Emanuele Manzi         | 30       | 50       |          | 50       |          | 84       | 214    |
| 6             | Isaac Toroitich Kosgei |          |          | 100      | 70       | 23       |          | 193    |

| Rang          | Nom                  | Course 1 | Course 2 | Course 3 | Course 4 | Course 5 | Course 6 | Points |
| ------------- | -------------------- | -------- | -------- | -------- | -------- | -------- | -------- | ------ |
| Médaille d'or | Andrea Mayr          | 100      |          |          | 100      | 120      | 120      | 440    |
| 2             | Mateja Kosovelj      | 40       |          | 100      | 85       | 66       | 102      | 353    |
| 3             | Timea Merényi        | 65       | 85       | 75       | 60       | 7        |          | 285    |
| 4             | Alice Gaggi          |          |          |          | 55       | 60       | 90       | 205    |
| 5             | Antonella Confortola |          |          |          | 70       | 32       | 78       | 180    |
| 6             | Lucy Wambui Murigi   |          |          |          | 75       | 102      |          | 177    |